# سالیناس، اروگوئه

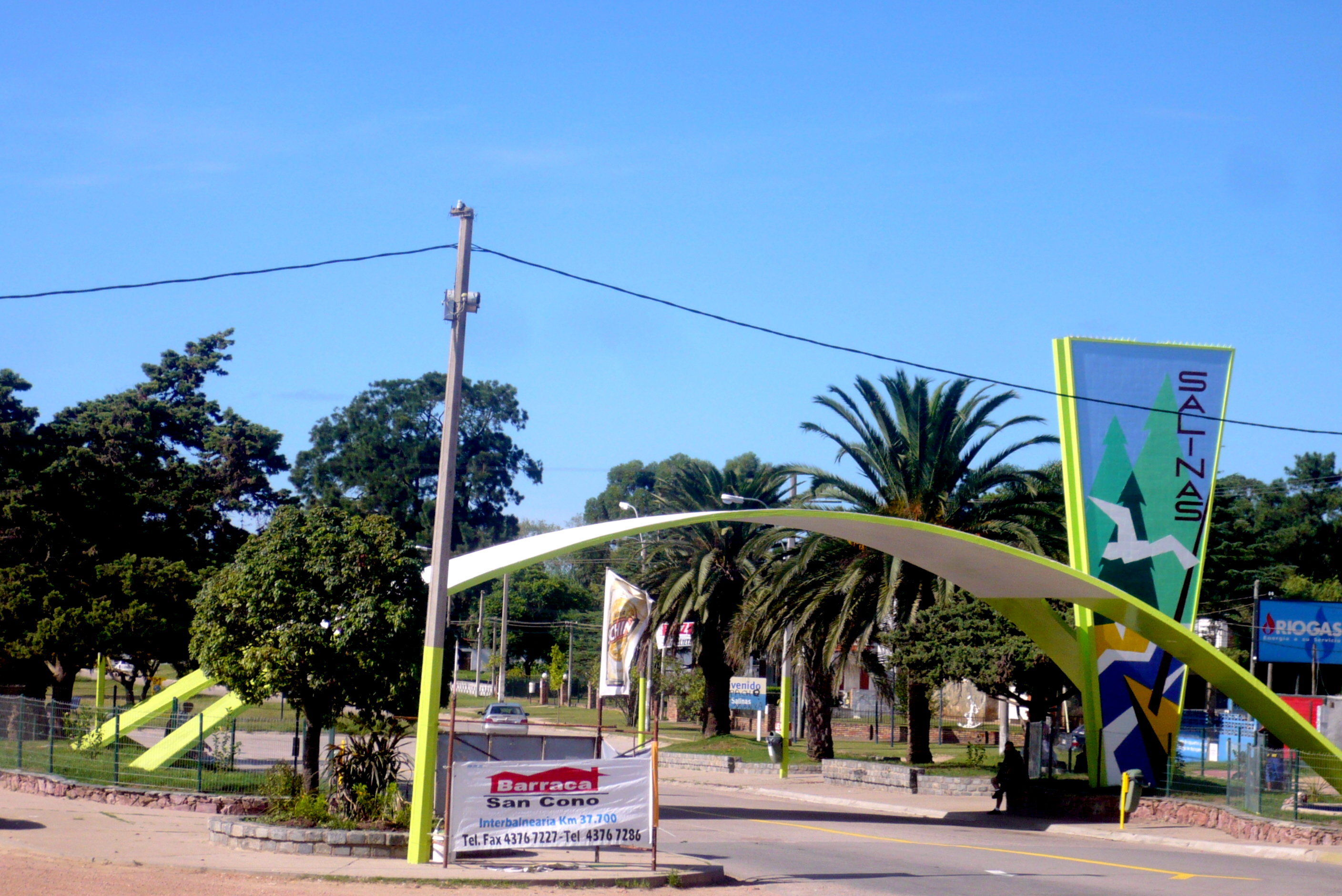
نمایی از این شهر

سالیناس، اروگوئه (به اسپانیایی: Salinas) شهری در کشور اروگوئه، استان کنلونس است که جمعیت آن در سرشماری سال ۲۰۰۴ میلادی ۶٬۵۷۴ نفر بوده‌است.